# سیارک ۹۶۸۴
سیارک ۹۶۸۴ (به انگلیسی: 9684 Olieslagers، نامگذاری:4113P-L) نه هزار و ششصد و هشتاد و چهارمین سیارک کشف شده‌است که در ۲۴ سپتامبر ۱۹۶۰ کشف شد.
قدر مطلق سیارک برابر ۱۴٫۶۰ است.